# Aicha (Unterödenhart)
Aicha war ein Ortsteil der Gemeinde Unterödenhart im ehemaligen Landkreis Parsberg im Bereich des heutigen Truppenübungsplatzes Hohenfels.

## Geographische Lage
Die Einöde lag im oberpfälzischen Jura der Südlichen Frankenalb auf der linken Talhöhe des Forellenbachs etwa 660 m südöstlich von Pöllnricht auf ca. 440 m über NHN.

## Geschichte
Aicha erscheint 1460 im Salbuch der Herrschaft Hohenfels. Gegen Ende des Alten Reiches, um 1800, bestand Aicha unverändert aus einem Anwesen von der Größe eines Achtelhofes.
Im Königreich Bayern wurde um 1810 der Steuerdistrikt Unterödenhart gebildet und 1811 zum Landgericht Parsberg gegeben. Diesem gehörten die Dörfer bzw. Einöden Unterödenhart, Aicha, Butzenhof, Machendorf, Oberödenhart, Pöllnricht und Sichendorf an. Mit dem zweiten bayerischen Gemeindeedikt von 1818 entstand daraus die Ruralgemeinde Unterödenhart, zu der 1884 noch die Einöde Mehlhaube hinzukam.
Als 1938 ein Wehrmachtübungsplatz in der Oberpfalz errichtet wurde, musste die Gemeinde Unterödenhart abgesiedelt werden und ging 1944 offiziell im Heeresgutsbezirk Hohenfels auf. 1950 war zwar der Einödhof abgebrochen, aber der Name „Aicha“ in der neuen Gemeinde Nainhof-Hohenfels noch nicht amtlich aufgehoben.
Im Zuge der Gebietsreform in Bayern wurde das Gebiet des „alten“ Truppenübungsplatzes am 1. Oktober 1970 zum Markt Hohenfels gegeben.

### Einwohner- und Gebäudezahlen
- 1838: 4 Einwohner (1 Haus)[9]
- 1867: 6 Einwohner (3 Gebäude)[10]
- 1871 5 Einwohner (2 Gebäude; Großviehbestand 1873: 4 Pferde, 5 Stück Rindvieh)[11]
- 1900: 3 Einwohner (1 Wohngebäude)[12]
- 1925: 4 Einwohner (1 Wohngebäude)[13]

### Kirchliche Verhältnisse
Aicha gehörte zur katholischen Pfarrei St. Ulrich zu Hohenfels im Bistum Regensburg.